# Basil Crump
Basil Woodward Crump (Londres, Inglaterra, 11 de septiembre de 1866 - Calcuta, India, 30 de mayo de 1945) fue un abogado y teósofo inglés que trabajó con Alice Leighton Cleather. Fue cofundador de la organización 'Universal Brotherhood' (Hermandad universal). En los años veinte del siglo pasado, Basil Crumb, junto con Alice Leighton Cleather, inició el ataque contra personas como Annie Besant, Charles Webster Leadbeater y Alice Bailey porque venderían el legado de Blavatsky.  Esta controversia tuvo muchas consecuencias para el movimiento, incluyendo una mayor fragmentación.
Basil Crump era hijo de Frederick Octavius y de Isabel Teresa Crump. Después de 'Kensington Grammar school' fue admitido en el 'Jesus College of Cambridge University'.  Se hizo abogado de ley del Templo Medio y fue subeditor de Law Times.
En 1920 Crump vivió en India con Cleather y su hijo Graham. Visitaron 'Little Tibet' (Ladakh) y en diciembre de 1925 viajaron a China, donde visitaron templos budistas y en 1928 en Beijing publicaron su libro Buddhism. 
El 30 de mayo de 1945, a la edad de 89 años, Crump murió repentinamente de insuficiencia cardíaca en Calcuta.

## Trabajos
Como teósofo, Crump escribió sobre las óperas de Wagner. Juntos con Cleather escribió: 
- HPBlavatsky: La Gran Traición, 1922

- Budismo: la ciencia de la vida, 1928
- fFlleto El pseudo ocultismo por Alice A. Bailey , 1929
- Parsifal, Lohengrin y la leyenda del Santo Grial, descritas y explicadas de acuerdo con los escritos de Wagner.

### El budismo
La siguiente es la filosofía de Basil Crump, como explicó en su libro Buddhism. Cabe señalar que ninguno de los casos o eventos descritos se basa en hechos. En el campo, estas vistas se consideran, por lo tanto, totalmente incorrectas y completamente inventadas. 
En Buddhism Crump escribió el tercer volumen 'Iniciados tibetanos sobre el Buda'. Cita al erudito sánscrito Charles Johnston cuando escribe que los Rajput kshatriyas (guerreros) de corriente roja siempre han sido los maestros espirituales de la India y que los brahmanes Aryan de corriente blanca recibieron de ellos enseñanzas sabias con respecto a los Upanishads. Krishna, Arjuna y Gautama Buddha también pertenecían a esta casta de guerreros.
Después de su partida, Buda habría encarnado a Sankaracharya y Tsong-Kha-pa. De acuerdo con Crump, Tsong-Kha-pa fundó la Orden Gelugpa, o Gorras Amarillas y la Jerarquía de los Tashi, según Crump. Tsong-Kha-pa se encarnaría en el Tashi lama. Sankaracharya habría sido alumno de Govinda Yogi alias Patanjali, alumno de Goudapada y vivió desde 510 hasta 478 a. C y nacieron 51 años después de la muerte del Rajput Buda Gautama.
Aunque el "budismo popular" solo se habría extendido al Tíbet desde el Tíbet en el siglo VII, ya había habido emigración: después de la "desaparición" de Sankaracharya, la lucha entre los budistas y los brahmanes dejó a los iniciados budistas al Tíbet, donde encontraron refugio. entre los descendientes de los arios, quienes, a diferencia de sus hermanos Brahman, no habían ingresado a la India, sino que habían estado en el Lago Manasarowar desde tiempos inmemoriales. En 436, Kasyapa abandonó la dinastía Morya kshatriya en su misión al Tíbet. Bajo Chandragupta Maurya y su nieto Asoka, el budismo prevalecería en la India. El Maestro M. (Morya) de esta dinastía Morya fue el gran inspirador de Blavatsky. 
El glosario explicativo muestra que los escritores están bombardeando al Bön con los Redcaps (Nyingma, Sakya y Kagyu ), llamados "dugpas" (magos) por ellos. Su santo patrón sería el "hechicero" Padma Sambhava, el fundador del lamaísmo con elementos de la tantrika hindú. Tsong-Kha-pa vino a reformar este sistema y establecer el orden de Geelkappen. En Bután, la sede sería la "Escuela Roja", pero también dominaría en Sikkim, los países de la frontera occidental y el "Pequeño Tíbet" (Ladakh).

## Implicación con la teosofía

### Escritos
El Sr. Crump escribió muchos artículos para revistas teosóficas. El Union Index of Theosophical Periodicals enumera 53 artículos de o sobre él. La serie sobre las óperas y la prosa de Wagner fue particularmente notable.

#### Serie de Wagner
- "Richard Wagner's Music Dramas: I". Theosophy 11.01 (abril de 1896), 23. Introductory.
- "Richard Wagner's Music Dramas: II". Theosophy 11.04 (julio de 1896), 113. The Flying Dutchman.
- "Richard Wagner's Music Dramas: III". Theosophy 11.05 (agosto de 1896), 147. Tannhäuser.
- "Richard Wagner's Music Dramas: IV". Theosophy 11.07 (octubre de 1896), 211. Lohengrin.
- "Richard Wagner's Music Dramas: V". Theosophy 11.09 (diciembre de 1896), 272. The Meistersingers of Nuremburg.
- "Richard Wagner's Music Dramas: VI-1". Theosophy 11.11 (febrero de 1897), 336. The Ring of the Nibelung: Part I - The Rhinegold.
- "Richard Wagner's Music Dramas: VI-2". Theosophy 12.01 (abril de 1897), 26. The Ring of the Nibelung: Part II - The Valkyrie.
- "Richard Wagner's Music Dramas: VI-3". Theosophy 12.02 (mayo de 1897), 54. The Ring of the Nibelung: Part III - Siegfried.
- "Richard Wagner's Music Dramas: VI-4a". Theosophy 12.05 (Augusto de 1897), 204. The Ring of the Nibelung: Part IV - The Dusk of the Gods.
- "Richard Wagner's Music Dramas: VI-4b". Theosophy 12.06 (septiembre de 1897), 257. The Ring of the Nibelung: Part IV - The Dusk of the Gods.
- "Richard Wagner's Music Dramas: VII-1". Theosophy 12.07 (octubre de 1897), 321. Tristan and Isolde.
- "Richard Wagner's Music Dramas: VII-2". Universal Brotherhood 12.09 (diciembre de 1897), 73. Tristan and Isolde.
- "Richard Wagner's Music Dramas: VII-3". Universal Brotherhood 12.10 (enero de 1898), 135. Tristan and Isolde.
- "Richard Wagner's Music Dramas: VIII-1". Universal Brotherhood 12.12 (marzo de 1898), 262. Parsifal.
- "Richard Wagner's Music Dramas: VIII-2". Universal Brotherhood 13.01 (abril de 1898), 14. Parsifal.
- "Richard Wagner's Music Dramas: VIII-3". Universal Brotherhood 13.02 (mayo de 1898), 80. Parsifal.
- "Richard Wagner's Music Dramas: VIII-4". Universal Brotherhood 13.03 (junio de 1898), 136. Parsifal.

- "Richard Wagner's Prose Works: I". Universal Brotherhood 13.11 (febrero de 1899), 593.
- "Richard Wagner's Prose Works: II". Universal Brotherhood 14.01 (abril de 1899), 707.
- "Richard Wagner's Prose Works: III". Universal Brotherhood 14.02 (mayo de 1899), 71. Vol. 1, The Artwork of the Future.
- "Richard Wagner's Prose Works: IV". Universal Brotherhood 14.04 (julio de 1899), 169. Vol. 1, The Artwork of the Future.
- "Richard Wagner's Prose Works: V". Universal Brotherhood 14.05 (agosto de 1899), 231. Vol. 1, The Artwork of the Future.
- "Richard Wagner's Prose Works: VI". Universal Brotherhood 14.06 (septiembre de 1899), 284. Wieland the Smith.
- "Richard Wagner's Prose Works: VII". Universal Brotherhood 14.07 (octubre de 1899), 341. A Communication to My Friends.
- "Richard Wagner's Prose Works: VIII". Universal Brotherhood 14.08 (noviembre de 1899), 388. A Communication to My Friends.

### Libros y folletos
- The Secret Doctrine on the Problem and Evolution of Sex. Toronto: H.P.B Library, 1931. Blavatsky Pamphlet # 2. Available at Canadian Theosophical Association website Archivado el 21 de febrero de 2019 en Wayback Machine..

### Coautor con Alice Leighton Cleather
- Buddhism: the Science of Life. 1928.
- Parsifal, Lohengrin and the legend of the Holy Grail described and interpreted in accordance with Wagner's own writings. New York, Schirmer [1904?]. Available at Hathitrust.